# Heilstätte Grabowsee
Heilstätte Grabowsee is een verlaten voormalig herstellingsoord bij Berlijn.
Dit sanatorium ligt in Duitsland aan de oever van het Grabowsee in de wijk Friedrichsthal, 30 km ten noorden van Berlijn, vlak bij de stad Oranienburg, maar is nu verlaten.
Een dankbare, rijke patiënte van Robert Koch kreeg het advies voor behandeling van tuberculose, daarom schonk zij hem eind 19e eeuw als teken van haar dankbaarheid een enorm landgoed. Robert Koch droeg dit over aan de overheid met als doel om op basis daarvan een kliniek voor infectieziekten op te richten voor de behandeling van tuberculosepatiënten. Bij de opening in 1896 waren er 27 barakken.
Tijdens de Eerste Wereldoorlog werd Grabowsee door het Rode Kruis gebruikt als ziekenhuis om soldaten met longziekten te behandelen. Tot 1918 werden hier ook krijgsgevangenen gehuisvest. Vanaf 1926 werden er uitbreidingen gebouwd, waarin al elementen van de Nieuwe Zakelijkheid-stijl waren verwerkt. In 1930 was dit een van de modernste anti-tuberculoseklinieken in Noord-Duitsland geworden.
In de Tweede Wereldoorlog was Grabowsee een frequente bestemming voor de bewakers van het nabij gelegen concentratiekamp Oranienburg.
Door ontdekking van het antibioticum streptomycine rond 1943, waren opnames in herstellingsoorden niet meer nodig en werd tuberculose sneller genezen.
Na de Tweede Wereldoorlog werd het complex tot 1992 gebruikt als militair ziekenhuis van de Sovjet-Unie. Na 1992 raakte het complex in verval en viel ten prooi aan vernielzucht. In 2017 is er de Duitse horrorfilm “Heilstätten” opgenomen, hoewel het verhaal zich op een andere locatie: Beelitz-Heilstätten afspeelt.

## Fotogalerij

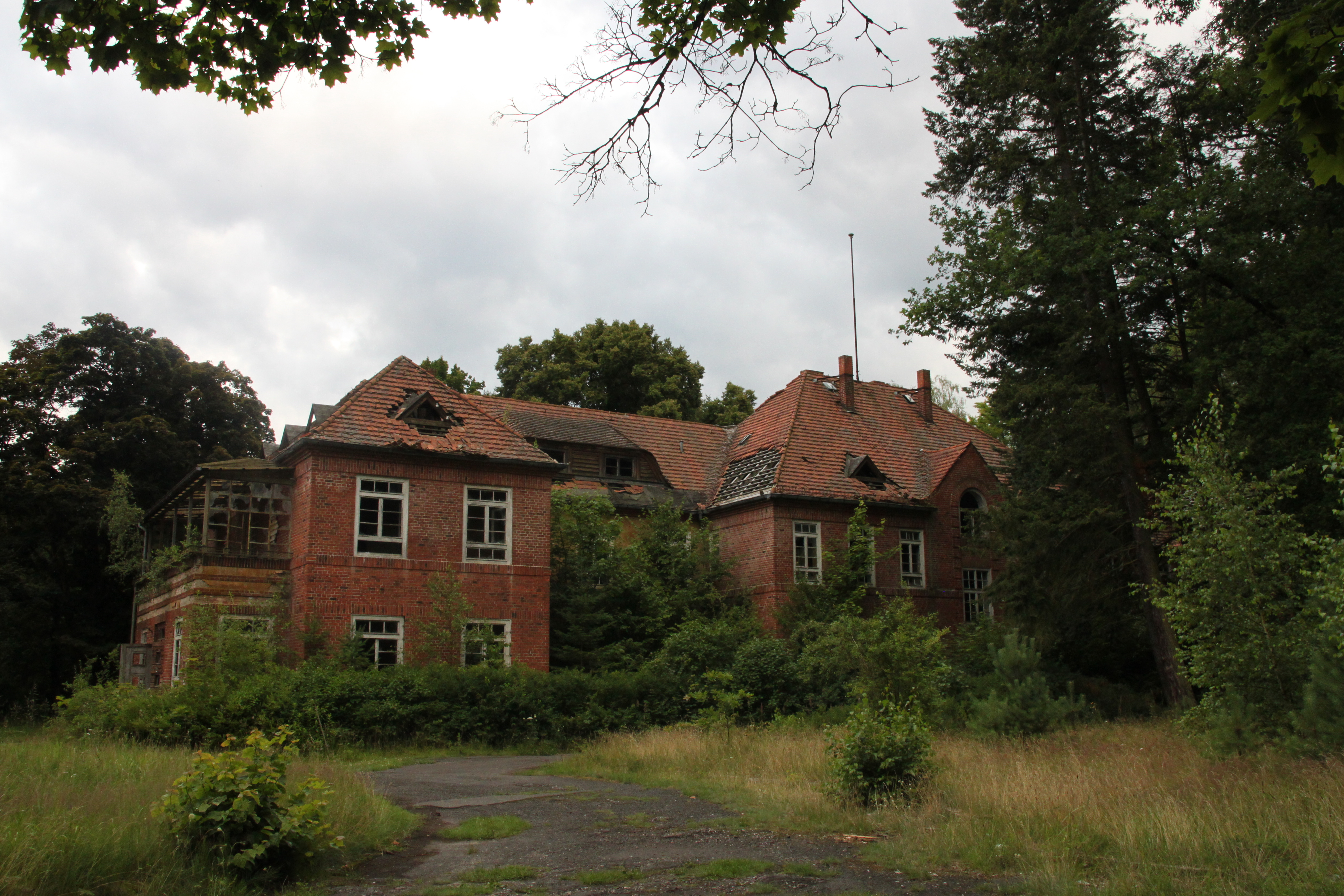
vervallen gebouw in 2012
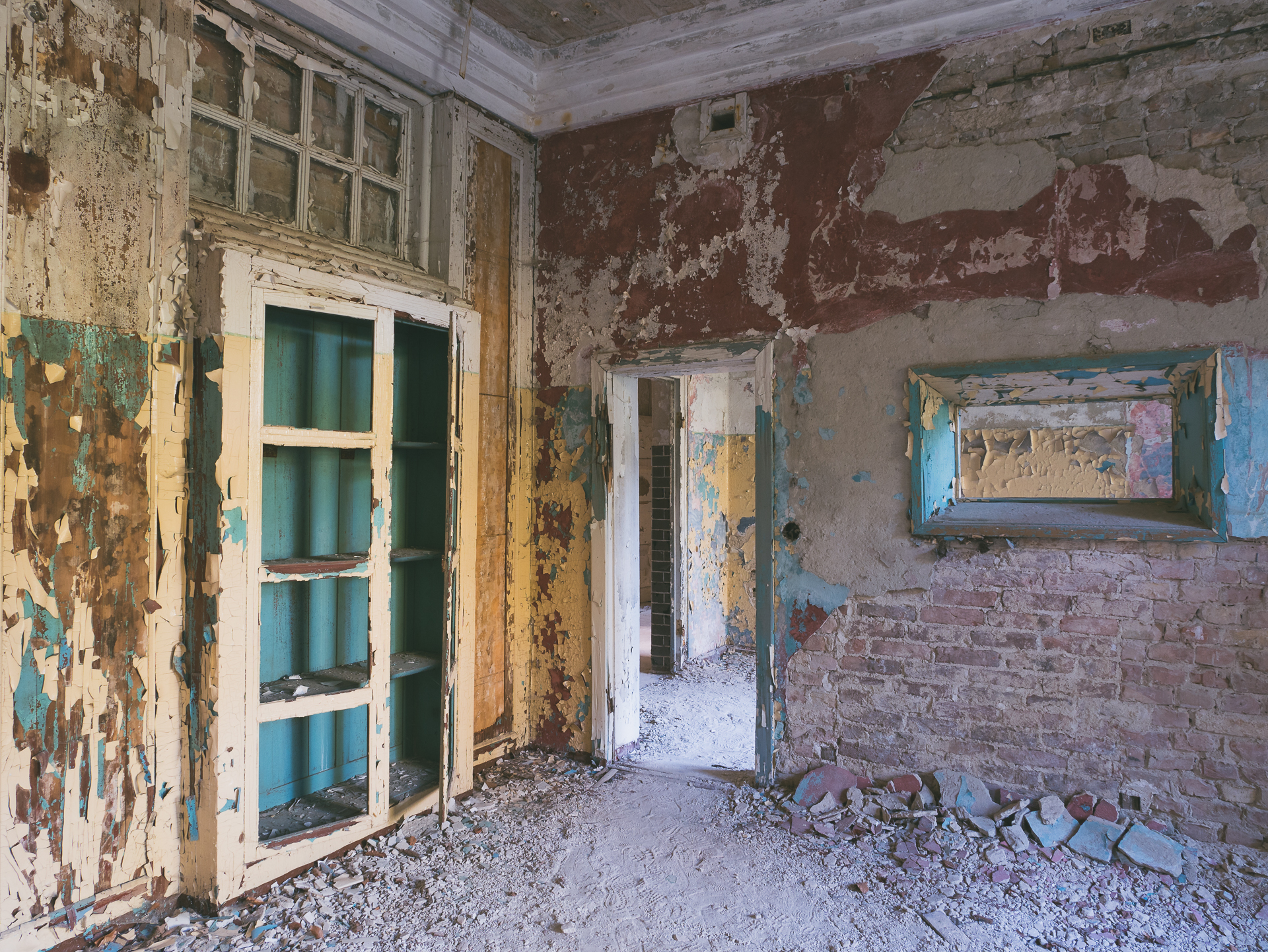
interieur in 2018
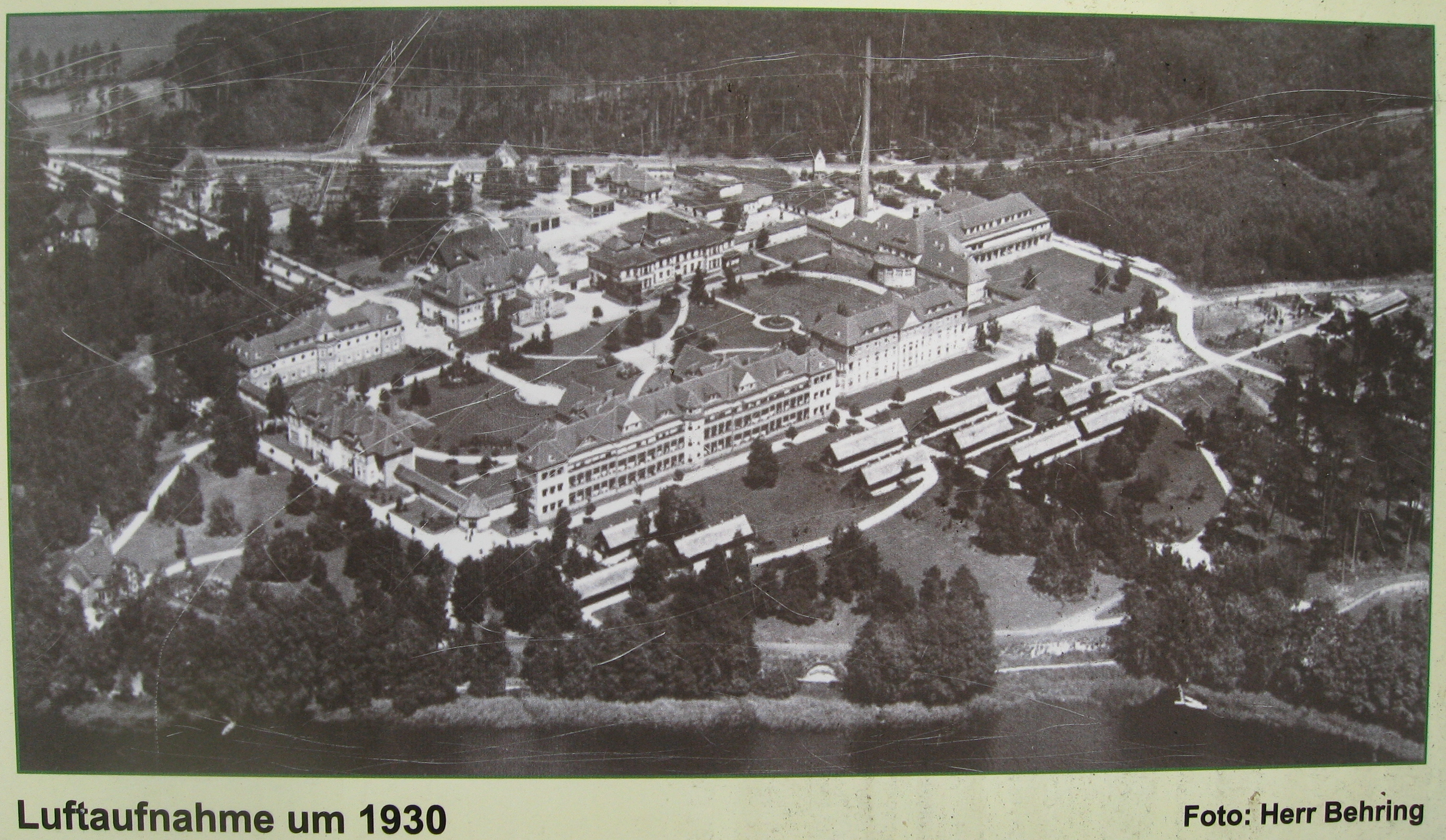
luchtfoto uit 1930
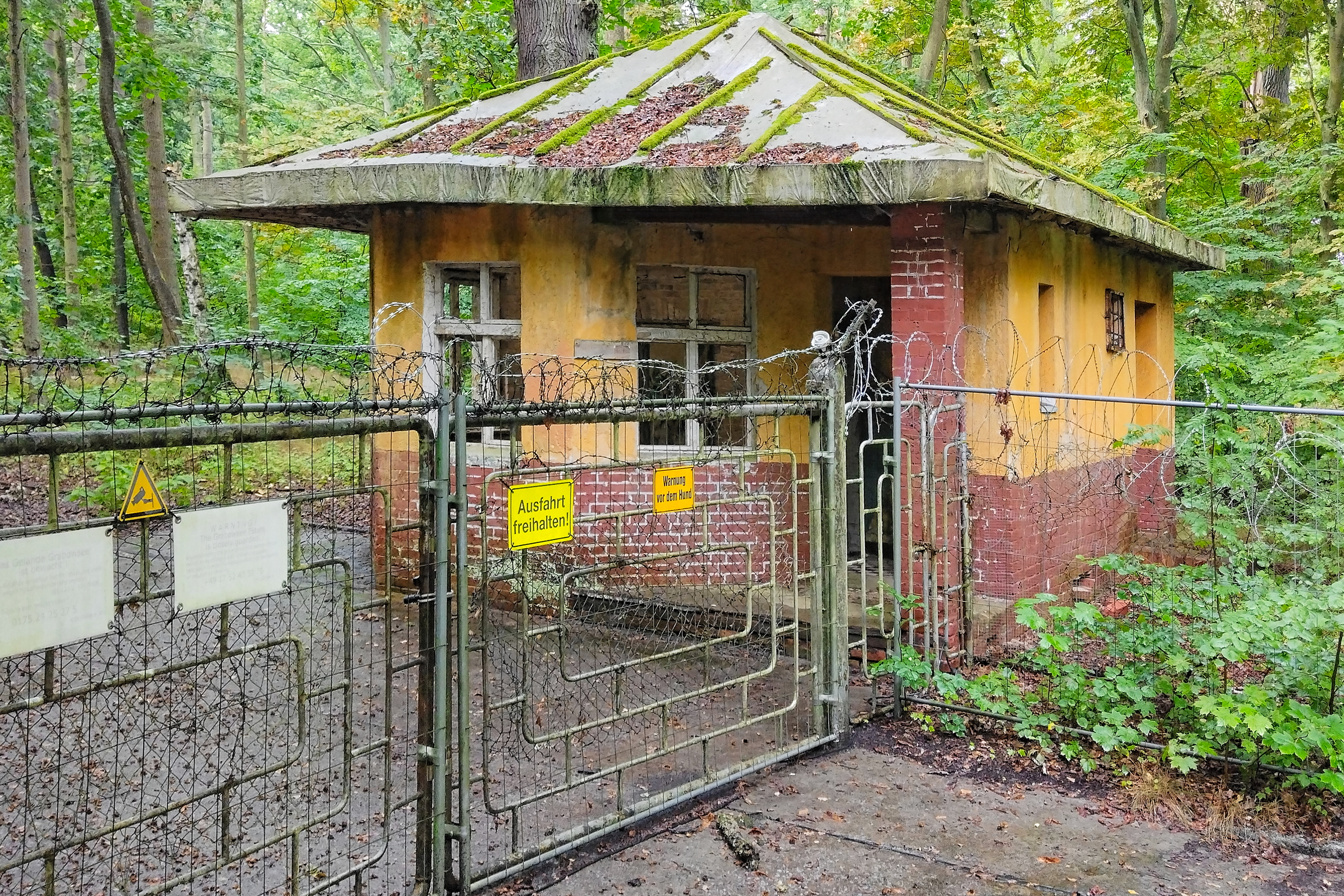
Poortwachtershuis in 2024